# جائزة لوكوس لأفضل رواية فانتازيا
جائزة لوكوس لأفضل رواية فانتازيا (بالإنجليزية: Award for Best Fantasy Novel)‏ هي جائزة أدبية تُمنح سنويًا بواسطة مجلة لوكوس كجزء من جوائز لوكوس.